# جوستين بيير
جوستين بيير (بالإنجليزية: Justin Pierre)‏ (13 سبتمبر 1981 في المملكة المتحدة - ) هو لاعب كرة قدم بريطاني في مركز الهجوم. شارك مع منتخب جزر كايمان لكرة القدم. أما مع النوادي، فقد لعب مع George Town SC ‏ وLouisville Cardinals ‏.

## وصلات خارجية
- جوستين بيير على موقع قاعدة بيانات كرة القدم.إي يو (الإنجليزية)
- جوستين بيير على موقع ناشيونال فوتبول تيمز (الإنجليزية)
- جوستين بيير على موقع Soccerway.com (الإنجليزية)